# Adolf Martignoni
Adolf Martignoni, švicarski hokejist, * 28. julij 1909, Švica, † ?. 
Martignoni je bil hokejist švicarske reprezentance, s katero je nastopil na enih olimpijskih igrah in več evropskih prvenstvih, na katerih je osvojil eno zlato medaljo.